# Sovinek
Sovinek – wieś w Słowenii, w gminie Semič. W 2018 roku liczyła 39 mieszkańców.